# Trachyglanis sanghensis
Trachyglanis sanghensis är en fiskart som beskrevs av Pellegrin 1925. Trachyglanis sanghensis ingår i släktet Trachyglanis och familjen Amphiliidae. IUCN kategoriserar arten globalt som otillräckligt studerad. Inga underarter finns listade i Catalogue of Life.